# مظاهرات الحدود الإسرائيلية 2011
مسيرة العودة الفلسطينية أو الانتفاضة الفلسطينية الثالثة هيَ مجموعة من المسيرات التي كان يُخطط لكونها مليونية دَعا إليها ناشطون على موقع «فيسبوك» في يوم 15 أيار/مايو عام 2011 (الذكرى 63 للنكبة) للعودة إلى فلسطين، ودُعي لها بعد اندلاع موجة الاحتجاجات العارمة في الوطن العربي مطلع عام 2011 متأثرة بتلك الثورات. وقد أطلق عليها اسم «مسيرة العودة إلى الأراضي المحتلة عام 1948»، والتي هُجر الفلسطينيون منها قبل تأسيس دولة إسرائيل على أنقاضها. ويَعتمد المتظاهرون في مسيرة العودة على القرار الأممي 194 الذي يَنصُ على حق الشعب الفلسطيني بالعودة إلى القرى والمدن التي هُجروا منها نتيجة لحرب 1948. وكان يُفترض أن يَبدأ الانطلاق - دُعاة الانتفاضة - من 30 نقطة تنتشر على طول حدود الدول المحيطة بفلسطين التاريخية؛ وهيَ الأردن وسوريا ولبنان ومصر.

## الأسباب

### تهجير الفلسطينيين
هناك اليوم ما يزيد على خمسة ملايين فلسطيني يعيشون خارج حدود فلسطين التاريخية (تشكل نسبتهم 53% من إجمالي عدد الفلسطينيين في العالم) يتمركز أغلبيتهم في الأردن وسوريا ولبنان. بالإضافة إلى مئات الآلاف من ذوي الأصول الفلسطينية الموزعين في الشتات حول العالم. حيث أن عدد الفلسطينيين في الدول العربية بلغ 4.9 مليون فلسطيني أي بنسبة 46.3%، في حين بلغ عدد الفلسطينيين في الدول الأجنبية حوالي 605 ألف أي ما نسبته 5.7% من إجمالي عدد الفلسطينيين في العالم.

### اندلاع موجة الاحتجاجات العربية

شعار ثورة 15 مايو/أيار (مسيرة العودة).

أدى نجاح الثورة التونسية وثورة 25 يناير المصرية مطلع عام 2011، واندلاع ثورات مشابهة في ليبيا واليمن وسوريا وغيرها من البلدان العربية، إلى إعطاء دفعة كبيرة للشبان الفلسطينيين للتظاهر والاحتجاج وإعلان هذه المسيرة الكبرى. خاصة بعد نجاح مواقع التواصل الاجتماعي مثل: «فيسبوك» و«تويتر» في حشد الملايين من أبناء هذه الشعوب.
ويقول عضو اللجنة التحضيرية لمسيرة عودة اللاجئين «إن التغير الذي تشهده المنطقة أوجد في الأمة روحا غير مسبوقة من الثقة بالنفس، مما دفعنا لاستغلالها لتحقيق أحلامنا بالعودة إلى فلسطين التاريخية بالطرق السلمية المشروعة وفق ما يضمنه القانون الدولي وقرارات الأمم المتحدة». وأشار إلى أن المجموعات الشبابية المختلفة في الداخل والخارج بدأت بتنسيق خطواتها لتوحيد الجهد في إطار عمل موحد ومنظم بعد أن اتضح وجود أكثر من صفحة تحمل نفس الفكرة بأسماء مختلفة. وأضاف أن «كل المساعي تنصب من أجل خروج مسيرات سلمية مليونيه على الحدود مع قطاع غزة والضفة الغربية وفلسطيني الداخل ولاجئي لبنان وسوريا والأردن، وسنبقى معتصمين في الخيام ونرفع الشعارات بجميع اللغات حتى تحقيق حلمنا بالعودة، وذلك بالتزامن مع مسيرات ستنطلق من كافة عواصم العالم لنصرة القضية الفلسطينية».

## إرهاصات الانتفاضة الثالثة

### السبت 19/3/2011
- إسرائيل تخشى ثورة شعبية: تتابع تل أبيب بقلق الحراك الشعبي الفلسطيني الداعي إلى إنهاء الاحتلال، وتعد العدة لسيناريو التصدي لثورة شعبية محتملة ومشابهة للثورات الشعبية التي شهدها عدد من الدول العربية. فقد كشفت مؤخرا وسائل إعلام إسرائيلية عن استعدادات وخطط يعدها الاحتلال للتصدي لمظاهرات مدنية فلسطينية في حال نشوبها بكافة الأراضي الفلسطينية، بما فيها المناطق والبلدات الفلسطينية المحتلة منذ عام 1948. ويجمع محللون فلسطينيون على أن الباعث على الخشية الإسرائيلية هو الخوف من أن يتحرك الشعب الفلسطيني في غزة والضفة الغربية ومناطق 48 والشتات، ويتوحد حول هدف طرد الاحتلال وإقامة الدولة الفلسطينية.[11]

### الإثنين 21/3/2011
قالت صفحة الانتفاضة الفلسطينية الثالثة على الفيسبوك أن مسؤولها تلقى تهديدات من مديري الموقع بإغلاق صفحته دون إبداء أسباب. ورغم أن عدد المشتركين في الصفحة يفوق 300 ألف عضو، فإن صاحبها يتهم موقع فيسبوك بالتلاعب بأعداد المشتركين. وقال إن صفحته كانت تستقطب نحو 34 ألفا يوميا أما الآن فعدد من يلتحق بالصفحة يصل إلى ما بين ألف وألفي مشترك. وأضاف أن هناك تضييقا على الصفحة إذ وصل الأمر إلى حد أنه لا يستطيع رفع صور أحيانا، معربا عن قلقه من أن يكون تصرف الإدارة تقليلا عن عمد لعدد الأعضاء.
وفي سبيل نشر موعد تاريخ الانتفاضة قدم صاحب الصفحة أفكارا جديدة منها كتابة تاريخ الانتفاضة على أوراق العملة. كما طالبت الصفحة المشتركين بدعوة خمسة من معارفهم على الأقل ليصبح بذلك عدد من يعرف موعد الانتفاضة أكثر من مليون شخص. وكان موقع فيسبوك قد أغلق صفحة باسم الحرية لفلسطين وأزالها من الموقع تماما بعد أن كان عدد المشتركين فيها 216 ألف شخص دون أن يبدي تفسيرا أو يقدم أسبابا لهذا العمل.

### الأربعاء 23/3/2011
- إسرائيل تطالب فيسبوك بقمع الانتفاضة: طلب وزير الإعلام الإسرائيلي يولي إدلشتاين من مارك زوكربيرج مؤسس الشبكة الاجتماعية على الإنترنت فيسبوك بإغلاق فوري لصفحة الانتفاضة الفلسطينية الثالثة. واعتبر إدلشتاين في رسالته التي وجهها إلى مؤسس فيسبوك اليوم أن صفحة الانتفاضة الفلسطينية الثالثة هي عمل تحريضي. من جهتها أبدت إدارة صفحة الانتفاضة الفلسطينية الثالثة استغرابها من رسالة إدلشتاين، وشددت على أن كلامه غير صحيح، وذكرت أنه «منذ أنشئت الصفحة لم نحرض على شيء حتى إننا لم نشتم إسرائيل ودعونا إلى تظاهرة سلمية، فكيف يتهمنا بما لم نفعله». وأضافت «ننصح إدلشتاين بأن يشاهد كل الأشياء التي نشرناها منذ بداية إنشاء الصفحة، ونتحداه أن يرى شيئا يحرض على الاعتداء والعنف», وأكدت أنها ليست مع حماس ولا مع فتح، بل مع فلسطين. وخلص بيان إدارة صفحة الانتفاضة الفلسطينية الثالثة إلى أنه إذا ما أغلقت هذه الصفحة تحديدا، وهي أكبر صفحة فلسطينية على الإطلاق في أهم موقع للتواصل الاجتماعي في العالم، فإن الأمة سيتكشف لها الوجه المخفي والحقيقي لإدارة فيسبوك.[13]
ويظهر لمن يزور صفحة الانتفاضة الفلسطينية الثالثة أن عدد زوارها بلغ 320 ألف (حتى تاريخ 10/5/2011) زائرا بعدما فتحت الصفحة (في 6 مارس/آذار 2011)، وهي تدعو إلى تنظيم تظاهرات في الأراضي الفلسطينية وخارجها في يوم 15 مايو/أيار 2011، وهو التاريخ الذي يحيي فيه الفلسطينيون ذكرى النكبة.[13]

### الثلاثاء 29/3/2011
- فيسبوك يغلق صفحة الانتفاضة الفلسطينية الثالثة: يبدو أن موقع فيسبوك لم يستطع مواجهة الهيجان الإسرائيلي الذي طالبه بإغلاق صفحة «الانتفاضة الفلسطينية الثالثة» التي تدعو لانتفاضة ثالثة في 15 مايو/أيار 2011 م، وهو التاريخ الذي يحيي فيه الفلسطينيون ذكرى النكبة. وقالت صحيفة «يديعوت أحرونوت» الإسرائيلية إن الأعداد الكبيرة للشبان المنضمين للصفحة التي أنشئت في 6 مارس/آذار الجاري زاد من قلق الجهات الأمنية والسياسية الإسرائيلية من هذه الحركة، حيث بلغ عددهم ربع مليون شاب خلال شهر واحد. ويظهر لمن زار الصفحة أن عدد الزوار بلغ أكثر من 300 ألف شخص، حيث كان يتم رصد دخول أكثر من 200 شخص خلال عشر دقائق أو ربما أكثر في بعض الأحيان. وإقدام إدارة الموقع على إغلاق الصفحة دفع ببعض الشبان الفلسطينيين إلى إنشاء صفحات جديدة تحت عنوان «الانتفاضة الفلسطينية الثالثة، فلسطين ستتحرر ونحن من سيحررها»، حيث استقطبت بضعة آلاف خلال أيام. وندد الزائرون للصفحات الجديدة بإغلاق الصفحة الرئيسة سائلين «أين حرية التعبير؟»، وأجمعوا على ضرورة «المشاركة بالانتفاضة الثالثة جنبا إلى جنب حتى لو سرنا على أقدامنا إلى المسجد الأقصى».[14]

### الخميس 31/3/2011
- تأسيس موقع جديد: أعلن مؤسس صفحة الانتفاضة الثالثة في فيديو نشره على موقع فيسبوك عزمه تأسيس موقع جديد للانتفاضة يصعب على أية جهة إغلاقه. ونفى وجود أي صلة له بأي صفحة تدعو للانتفاضة الثالثة، وقال إنه سيعلن قريبا عن عنوان الموقع الإلكتروني الخاص بالانتفاضة وأنه سينشر فيه خطط هذه الانتفاضة و«طريقة الزحف». وأكد أنه سيطلب من قناة الجزيرة نشر العنوان الإلكتروني للموقع الجديد، لمساعدة نشطاء الإنترنت على الوصول إليه. وفي نفس الفيديو أوضح أنه وفي أعقاب إغلاق الصفحة للمرة الأولى، كان قد قام بتأسيس صفحة أخرى تدعو للانتفاضة الثالثة، لكن إدارة فيسبوك قامت بإغلاقها بعد ساعة واحدة، وبعد أن بلغ عدد المشاركين فيها أكثر من ثمانية آلاف مشارك. وكان موقع فيسبوك قد أغلق صفحة باسم الحرية لفلسطين وأزالها من الموقع تماما بعد أن كان عدد المشتركين فيها 216 ألف شخص دون أن يبدي تفسيرا أو يقدم أسبابا لهذا العمل.[15]

## أحداث الانتفاضة

### يوم المسيرة (15مايو)

#### فلسطين
بدأت السلطات الإسرائيلية في يوم المَسيرة الأحد 15 مايو بتجهيز نفسها لتدفق الحُشود، وصرحت بأنها ستَمنع مُرور كافة الأشخاص العاديين عبر حدودها عدى عن الحالات الطبية الطارئة. ومع بدأ ذلك اليوم أخذت المُظاهرات بالانتشار داخل وخارج حدود فلسطين، حيثُ خرجت مسيرات احتجاجية في الضفة الغربية وقطاع غزة شارك فيها آلاف الأشخاص. ففي غزة حاولَ الآلاف العُبور شمالاً عبر بلدة بيت حانون، غير أن الشرطة التابعة لحركة حماس وَضعت حواجز أمنية وأعاقت عُبُورهم، وقامت القوات الإسرائيلية على الجهة المُقابلة من الحُدود بدورها بإطلاق الرصاص الحي على المُتظاهرين مُسقطة قتيلاً و125 جريحاً على الأقل، كما أطلقت قذيفتين وَقعتا في حقل مُجاور غير مأهول بالسكان. وفي الضفة الغربية خرج الآلاف في رام الله مُتجهين نحو بلدة قلنديا بهدف دُخول القدس، وعند قلنديا نشبت مواجهات بين الأمن الإسرائيلي والمُتظاهرين الذي أطلقت عليهم قنابل الغاز المسيل للدموع والرصاص المطاطي مسقطاً عشرات الجرحى.

#### لبنان
في لبنان انطلقت مُظاهرة حاشدة شاركَ فيها ما قُدرَ بـ50,000 شخص نحوَ بلدة مارون الراس بهدف عُبورها نحوَ الأراضي الإسرائيلية، وفي البداية حاولَ الجيش اللبناني قذف الرصاص في الهواء لتحذيرهم وإبعادهم، غير أنهم تابعوا السَّير نحو الحدود. ومع بُلوغهم إياها أطلق عليهمُ الجيش الإسرائيلي الرصاص الحي وقذائف الدبابات همُ الآخرين مما أدى إلى سقوط 10 قتلى و60 جريحاً على الأقل. وبعد ذلك قام الجيش اللبناني بسحب المُتظاهرين من منطقة الحدود تلافياً للمَزيد من الضحايا.

#### سوريا
في سوريا احتشد عدد من المُتظاهرين في هضبة الجولان الخاضعة لسيطرة إسرائيل متجهين نحو بلدة مجدل شمس، ولذا أطلَقَ الجيش الإسرائيلي النار عليهم مسقطاً 4 قتلى على الأقل حسب بعض المصادر، بينما أعلنت السلطات الإسرائيلية بلدة مجل شمس منطقة عسكرية مُغلقة. وكانت قد بدأت الأحداث باتجاه مَسيرة العَودة من الجولان نحوَ السياج الحُدوديِّ الفاصل مع إسرائيل، وهُناك بدأ المُتظاهرون باجتيازه داخلين ما تعتبره إسرائيل أراضيها عند بلدة مجدل شمس. ومع بدأ دُخولهم إلى تلك الأراضي أخذ الجيش الإسرائيليُّ المُتمركز في البلدة وجبل الشيخ المُجاور باستخدام الرصاص لإرغامهم على عَودة أدراجهم، في حين أعلن رفع حالة التأهب في المنطقة. لكن على الرغم من كل هذه الإجراءات فقد نجحَ المئات من المُتظاهرين في عُبور الحُدود ودُخول بلدة مجدل شمس، مما دفع الجيش الإسرائيلي إلى إغلاق منطقة الجولان وتمشيط بلدة مجدل شمس ومنازلها ومحيطها بدقة طوال يومي الأحد والإثنين بحثاً عن أي عابرين فلسطينيين للحُدود.

#### الأردن
خرجت مُظاهرات شارك فيها المئات في الأردن تأييداً للانتفاضة اتجهت إلى بلدة الكرامة المُجاورة للحُدود الإسرائيلية، غير أن الأمن فرقها هناك مُستخدماً القنابل المُسيلة للدموع وبعض الرصاص الحي (وكانت تلك المرة الأولى في تاريخ الأردن التي يُستخدم فيها الرصاص الحي لتفريق إحدى المظاهرات)، وقد لاحقت قوات الدرك الأردنية التي فرقت الاعتصام المُتظاهرين لمَسافات طويلة تصل إلى كيلومترين من مكان الاعتصام لكي تنهال عليهم بالضرب بالرغم من انفضاضهم عن المُظاهرة، كما لم تَترك أي سيارة تُغادر المَكان دُون أن تُحطمها أو تصيبها بأضرار بما في ذلك سيارات الصحفيَّين، بينما صادرت كافة كمرات الجهات الإعلامية. وقد اضطر العَديدون خلال تفريق المَسيرة للذهاب إلى المَناطق المُجاورة بعد فض المَسيرة سيراً على الأقدم لأن الدرك أجبر الحافلات التي أقلتهم في البداية على مُغادرة المكان بدون أن تُعيد تعبئة حمولتها من الركاب.

#### مصر

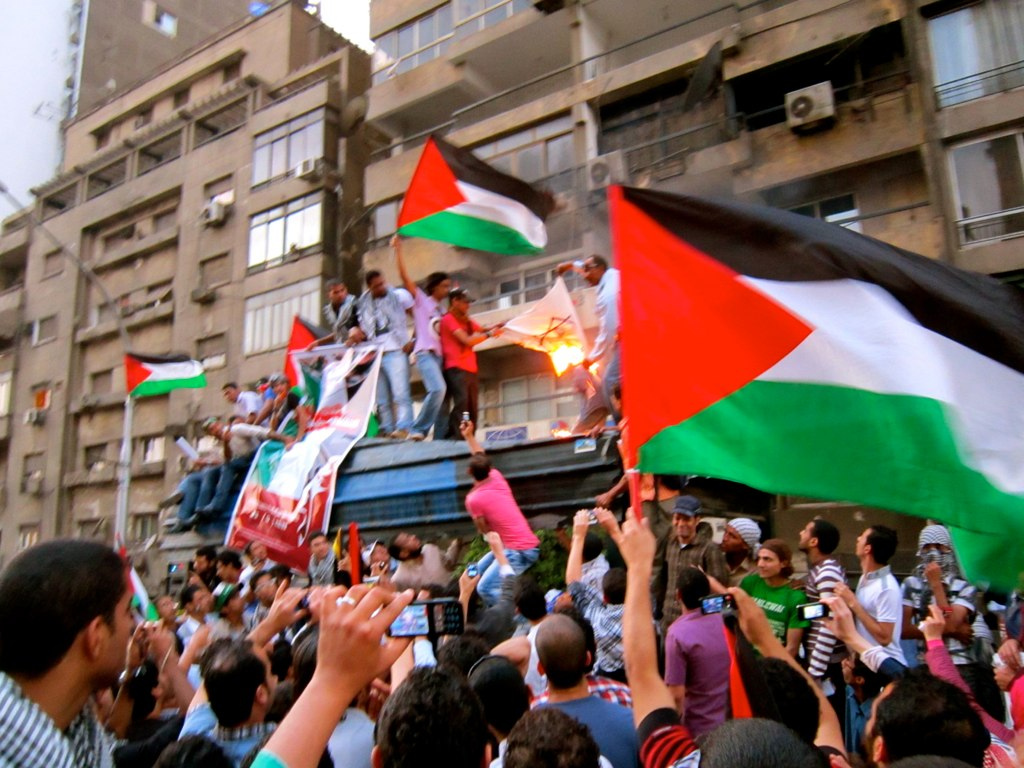
متظاهرون يحرقون العلم الإسرائيلي بالسفارة الإسرائيلية بمصر.

أغلقت السلطات في مصر مداخل شبه جزيرة سيناء ومنعت قوافل المُحتجين من دُخولها للزحف نحوَ معبر رفح، ولذا فقد استسلم المُتظاهرون وعادوا أدراجهم إلى القاهرة وقرَّروا استئناف تظاهرهم هُناك أمام السفارة الإسرائيلية دون الزحف نحوَ الحُدود. وفي المُقابل فقد خرجت مُظاهرات ضخمة في مدينة العريش المصرية قرب حدود غزة شارك فيها ما قُدرَ بـ3 آلاف شخص. ولاحقاً في اليَوم ذاته استمرَّت المُظاهرات بالخروج بالآلاف أمام السفارة الإسرائيلية في محافظة الجيزة، ومنحَ المُتظاهرون الأمن مُدة 30 دقيقة لتحقيق مَطالبهم بإنزال الأعلام الإسرائيلية من فوق السفارة وطرد السفير، ثم بدأوا بمُحاولة اقتحامها وتَجاوز الحواجز حولها، مما ردَّ عليه الأمن بإطلاق الرصاص في الهواء وقذف قنابل الغاز المُسيل للدموع على المُتظاهرين مُوقعاً عشرات الجرحى قبل أن يَفض المُظاهرة بعُنف من أمام السفارة ويَعتقل 12 شخصاً من المُشاركين فيها. وبعدَ ذلك بمُدة عاودَ المُتظاهرون التجمُّعَ وجابوا الشوارع الوَاقعة حولَ السفارة بالآلاف مُكملين مُظاهرتهم.

### التداعيات اللاحقة (16مايو- 5يونيو)
أعلن محمود عباس الحداد رسمياً في الضفة الغربية لمُدة 3 أيام وإيقاف الدراسة ليوم ابتداءً من الإثنين 16 مايو على أرواح قتلى الانتفاضة الذين سقطوا على الحُدود الإسرائيلية. كما خرجت مَواكب تشييع في يوم الإثنين ذاته لقتلى الانتفاضة العشرة في لبنان داخل عدد من مخيمات اللاجئين اللبنانية تتضمن مخيمات "عين الحلوة" و«البص» و«المية مية». وفي هذه الأثناء، كانت السلطات الإسرائيلية في الجولان تُتابع عمليات التمشيط وطردَ الدخلاء الذين عَبروا الحُدود في يوم المسيرة 15 مايو.
وفي الأردن، أدانت حركة الإخوان المسلمين في البلاد التفريق العَنيف لمَسيرة اليوم السابق قربَ حُدود البلاد مع إسرائيل، بينما تظاهرَ العشراتُ أمام مبنى وزارة الداخلية الأردنية في العاصمة عمَّان يوم الإثنين 16 مايو مُبديين استياءَهم واستنكارهم لتفريق المَسيرة في اليَوم السابق. وفي صباح اليَوم ذاته، اعترض عدة عشرات من المُتظاهرين في مدينة الطفيلة موكباً لرئيس الوزراء الأردني معروف البخيت كان مُتوجهاً إلى مكان اجتماع له في المدينة، مما اضطر معروف إلى تغيير مكان اجتماعه. وفي فجر يوم الثلاثاء 17 مايو التالي داهمت قوات الأمن منازل 22 شاباً ممن اعترضوا المَوكب وجَروهم منها لكيْ يَعتقلوهم، مما دفعَ بعدد من الأشخاص الآخرين إلى الاعتصام خلال صباح اليَوم ذاته أمام مبنى محافظة الطفيلة - الذي اندفعوا إلى داخله لاحقاً - في الأثناء التي اعتصم فيها عشرات آخرون أمام مبنى رئاسة الحُكومة احتجاجاً على إلقاء القبض على المُتظاهرين، وتحت هذا الضغط الشديد وحالة الاضطراب في المَدينة اضطرت السلطات إلى إطلاق سَراح المعتقلين في وَقت لاحق.

### سوريا
تدفق آلاف اللاجئين الفلسطينيين في سوريا إلى مدينة القنيطرة الحدُوديَّة خلال ذكرى النكسة في 6 يونيو، ثم احتشدوا جميعاً عند الحدود السورية الإسرائيلية وأخذوا يُحاولون عُبور السياج الحُدودي بين البلدين باتجاه خط وقف إطلاق في الجولان، وعندما بدأوا يَعبرون السياج أخذ الجيش الإسرائيلي بإطلاق النار في الهوَاء لإجبارهم على التراجع، ثم صرَّحَ بمُكبرات الصوت باللغة العربية بأن من يَعبرون السياج سيكونون مسؤولين كلياً عن مصيرهم. لكن المُتظاهرين تابعوا التقدم نحوَ الحاجز الحدودي، فأطلق الجيش الإسرائيلي في آخر الأمر النار اتجاههم، بينما ردَّ المُحتجون برمي الحجارة على الجنود. وقد أدَّت هذه الحادثة - حسب الإعلام السوري الرسمي - إلى سقوط 20 قتيلاً و350 جريحاً بين المُتظاهرين.

## ردود الفعل الدولية
- ذكر «آلوف بن» رئيس قسم المراسلين بصحيفة هآرتس الإسرائيلية، في مقال له أنه إذا ما قرر الفلسطينيون الخروج في مظاهرات بالآلاف إلى البلدة العتيقة، فإن إسرائيل لن تتمكن من السيطرة عليهم، ولن يتمكن رئيس الوزراء الإسرائيلي بنيامين نتنياهو من وقفهم حتى لو ارتكب مذابح على غرار العقيد معمر القذافي.[10]
- إسرائيل: أخذت السلطات الإسرائيلية بعدَ ظهور الدعوات الأولى للانتفاضة على موقع الفيسبوك بإبداء قلقها منها ومن بُزوغ مُظاهرات مشابهة في أراضيها،[37] ثم طالبت بإغلاق صفحة الانتفاضة،[38] وقد تحقق لها ذلك.[39] ولاحقاً قبل بدء الانتفاضة بقليل أبدت استعداداتها الكاملة عسكرياً للمَسيرة ونشرت جُنودها وقواتها على كافة مَناطقها الحُدودية[21] التي منَعَت أيَّ أحد من عُبورها، بينما جنَّدت 7 ألوية جديدة في الجيش لاستخدامها في تحصين الحُدود.[24] ومعَ بداية الأحداث اتهمت إسرائيلُ دولة إيران بتَحريك مَسيرتي لبنان وسوريا، واتهمت سوريا نفسها أيضاً بتحريك مسيرة الجولان فيها لإبعاد الأنظار عن اضطرابات الداخلية.[21] وأعلنت إسرائيل في اليَوم التالي للانتفاضة أنها ستُدافع عن أراضيها وحُدودها ضد أي مَسيرات وحذرت من أي مُحاولة جديدة لتكرار مسيرة العَودة،[27] ثم أعلنت بعد ذلك بمُدة أنها ستَتوجه بشكوَى إلى مجلس الأمن الدولي ضد سوريا ولبنان بتُهمة عدم تحمل المسؤولية اتجاه الأحداث بالرُّغم من تحذير إسرائيل لهمُا بشأنها قبل وُقوعها.[40]
- إيطاليا: خرجت مسيرة احتجاجية حاشدة من وسط مدينة روما الإيطالية شارك فيها ما قدر بـ10,000 شخص يوم السبت 14 مايو تضامناً مع مسيرة العودة وتأييداً لها.[41]
- بريطانيا: شارك مئات الأشخاص والنشطاء في اعتصام أمام السفارة الإسرائيلية في مدينة لندن البريطانية يوم المسيرة 15 مايو تضامناً معها، في حين خرجت مظاهرات ثانية أصغر حجماً نظمها إسرائيليون تؤيد إسرائيل وتحتفل بـ«يوم استقلالها» وثالثة تعادي فلسطين نظمها يمينيون متطرفون، وقد اصطدمت هذه المُظاهرات جميعاً ببعضها، مما دفع الأمن البريطاني بسرعة إلى التدخل وفصل المُتظاهرين.[42]
- تركيا: تظاهر 150 شخصاً يوم المَسيرة 15 مايو قبالة منزل السفير الإسرائيلي في مدينة أنقرة التركية مُطالبين برحيله من البلاد ومُتضامنين مع المَسيرة.[43]
- سوريا: أدانت الحُكومة السورية إطلاق النار على المَسيرات ووَصفته بأنه عمل إجرامي، كما طالبت المُجتمع الدولي بمُحاسبة إسرائيل على أفعالها وأكدت على سوءِ العلاقات المُتجذر بين البلدين.[27]
- لبنان: في بداية الأحداث حاولَ الجيش اللبناني منع المُظاهرات من الوُصول إلى حدود إسرائيل ثم ساهمَ لاحقاً في سحبها من هناك، لكن بالرغم من ذلك فبَعد إطلاق إسرائيل النار عليهم وقتلها لـ10 مواطنين منهم قدمت لبنان شكوى إلى مجلس الأمن الدولي ضد إسرائيل بتُهمة استهداف المدنيين العزل[23] وانتهاك سيادة الأراضي اللبنانية.
- السلطة الفلسطينية: قال محمود عباس أن دماءَ قتلى الانتفاضة لن تذهب هدراً، وأعلن الحداد رسمياً لمُدة 3 أيام ابتداءً من الإثنين 16 مايو على أرواحهم.[23]
- الولايات المتحدة: أعلنت أسفها لوُجود ضحايا وقتلى خلال مُظاهرات الانتفاضة، كما دَعَت إلى ضبط النفس، لكن بالرغم من ذلك فقد أيدت حق إسرائيل بحماية الحُدود وأدانت تمرير سوريا للمُظاهرات في أراضيها.[25]
- اليونان: اعتصم المئات في يوم المَسيرة 15 مايو أمام السفارة الإسرائيلية في مدينة أثينا اليونانية تضامناً مع الانتفاضة ومطالبة برحيل السفير، وقد أعدوا بياناً قدموه إلى رجال السفارة للتعبير عن مناهضتهم لإسرائيل، غير أنهم لم يَقبلوا أخذ البيان.[44]

## وصلات خارجية
- الموقع الرسمي للانتفاضة الثالثة...
- صفحة الانتفاضة الفلسطينية الثالثة على الفيسبوك - العد التنازلي للانتفاضة..  على فيسبوك..
- رابط قناة الانتفاضة على اليوتيوب...

.